# Едуард
Едуард, або Едвард — чоловіче ім'я, від англосаксонського Eadweard — «вартовий багатства, достатку, щастя» (ead означає «щасливий, процвітаючий», а weard перекладається як «вартовий»).

## Іншомовні аналоги
- англ. Edward — Едвард
- греч. Εδουάρδος — Едуардос
- ісп. Eduardo — Едуардо
- італ. Edoardo — Едоардо
- лат. Eduardus — Едуардус
- нім. Eduard — Едуард
- нід. Eduard — Едуард
- норв. Edvard — Едвард
- польськ. Edward — Едвард
- порт. Eduardo або Duarte — Едуарду або Дуарті
- фр. Édouard — Едуар(д)
- чеш. Edvard — Едвард
- швед. Edvard — Едвард

## Персоналії

### Монарші особи
Едуард III
- Едуард III — король Англії (1042—1066)
- Едуард III — король Англії (1327—1377)
  - Едуард III (п'єса) — праця Шекспіра.
- Едуард III — барський герцог (1377—1415).